# Jamal
Jamal – polski zespół muzyczny wykonujący muzykę z pogranicza reggae i dancehallu oraz muzyki niezależnej, powstały w 1999 w Radomiu z inicjatywy Łukasza Borowieckiego i Tomka Mioduszewskiego. Za wydany w 2005 debiutancki album pt. Rewolucje formacja uzyskała nominację do nagrody polskiego przemysłu fonograficznego Fryderyka w kategorii Album Roku Hip-Hop / R&B.

## Historia
Zespół powstał w Radomiu, rodzinnym mieście jego założycieli – Łukasza Borowieckiego i Tomasza Mioduszewskiego. Duet początkowo zajmował się tylko rapem, ale z biegiem czasu członkowie zainteresowali się muzyką reggae. W 2001 zespół zawiesił działalność, a jego członkowie poświęcili się innym projektom. Wówczas pewien sukces odniósł nowy zespół Mioduszewskiego Le Illjah. W 2004 grupa Jamal wznowiła działalność. Przez pewien czas oba zespoły funkcjonowały równolegle, jednakże w wyniku nieporozumień Mioduszewski odszedł z Le Illjah.
Latem 2005 nakładem wytwórni EMI ukazała się debiutancka płyta zespołu pt. Rewolucje, na której znalazł się materiał z pogranicza reggae i raggamuffin. Następne dwa lata grupa spędziła, koncertując w składzie z muzykami jazzowymi. Wkrótce potem do składu dołączył Frenchman znany z projektu Bass Medium Trinity, który tworzył razem z Mariką i Abselektorem. W odnowionym składzie w warszawskim studiu LWW formacja rozpoczęła nagrania albumu pt. Urban Discotheque, który ukazał się 3 października 2008.
8 października 2013 ukazał się trzeci album Jamala pt. Miłość, który dotarł do dziewiątego miejsca na liście OLiS. Z albumu pochodzi singiel „Peron”, który był notowany na wielu ogólnopolskich listach przebojów.

## Dyskografia

### Albumy
| Rewolucje                      | - Data: 18 czerwca 2005 - Wydawca: EMI Music Poland            | –  |                 |                    |
| Urban Discotheque              | - Data: 3 października 2008 - Wydawca: EMI Music Poland        | 29 |                 |                    |
| Miłość                         | - Data: 8 października 2013 - Wydawca: Parlophone Music Poland | 9  | - POL: 15 tys.+ | - POL: złota płyta |
| 1994                           | - Data: 2 czerwca 2017 - Wydawca: Warner Music Poland          | 39 |                 |                    |
| Czarny motyl                   | - Data: 31 maja 2019 - Wydawca: Warner Music Poland            | –  |                 |                    |
| Radio Jungle                   | - Data: 20 czerwca 2025 - Wydawca: Warner Music Poland         | _  |                 |                    |
| „–” pozycja nie była notowana. |                                                                |    |                 |                    |

### Single
| „Policeman”                                  | 2005 | 57 | 25 | – | –  | –  | – | Rewolucje         |
| „Tubaka”                                     | 2005 | –  | –  | – | –  | –  | – | Rewolucje         |
| „Kiedyś będzie nas więcej”                   | 2005 | –  | –  | – | –  | –  | – | Rewolucje         |
| „Rewolucje”                                  | 2006 | –  | 29 | – | –  | –  | – | Rewolucje         |
| Molesta – „Tak miało być” (gościnnie: Jamal) | 2006 | –  | 31 | – | –  | –  | – | Rewolucje         |
| „Pójdę tylko tam” (gościnnie: Grizzlee)      | 2008 | –  | –  | – | –  | –  | – | Urban Discotheque |
| „Pull up” (gościnnie: Grizzlee)              | 2009 | –  | –  | – | –  | –  | – | Urban Discotheque |
| „Słońca łan” (gościnnie: Frenchman)          | 2009 | –  | –  | – | –  | –  | – | Urban Discotheque |
| „DEFTO”                                      | 2012 | –  | –  | – | –  | –  | – | Miłość            |
| „Peron”                                      | 2013 | 2  | 28 | 1 | 15 | 10 | 1 | Miłość            |
| „Plastikowe kwiaty”                          | 2014 | –  | –  | – | –  | –  | – | Miłość            |
| „Upadłem w Poznaniu”                         | 2014 | –  | –  | – | –  | –  | – | Miłość            |
| OCN – „Definicja” (gościnnie: Jamal)         | 2014 | –  | –  | – | –  | –  | – | Waterfall         |
| „Kim Gordon”                                 | 2017 | –  | –  | – | –  | –  | – | 1994              |
| „Strzał”                                     | 2017 | –  | –  | – | –  | –  | – | 1994              |
| „Ucieczki”                                   | 2018 | –  | –  | – | –  | –  | – | 1994              |
| „Deszcz”                                     | 2019 | –  | –  | – | –  | –  | – | Czarny motyl      |
| „Król życia”                                 | 2019 | –  | –  | – | –  | –  | – | Czarny motyl      |
| „Origami”                                    | 2019 | –  | –  | – | –  | –  | – | Czarny motyl      |
| „–” singel nie był notowany.                 |      |    |    |   |    |    |   |                   |

Kompilacje różnych wykonawców
| Album                         | Rok  | Utwór            | Źródło |
| ----------------------------- | ---- | ---------------- | ------ |
| Prosto Mixtape Deszczu Strugi | 2006 | „Temps Maussade” | [ 24 ] |

## Teledyski
| Tytuł                                                              | Rok  | Reżyseria/Realizacja | Album             | Źródło |
| ------------------------------------------------------------------ | ---- | -------------------- | ----------------- | ------ |
| „Policeman” (gościnnie: Jambojet, U.S.P.M.)                        | 2005 | –                    | Rewolucje         | [ 25 ] |
| „Tubaka”                                                           | 2005 | –                    | Rewolucje         | [ 26 ] |
| „Kiedyś będzie nas więcej”                                         | 2005 | –                    | Rewolucje         |        |
| Molesta Ewenement – „Wszystko wporzo” (gościnnie: Jamal, Grizzlee) | 2008 | Dariusz Szermanowicz | Molesta i kumple  | [ 27 ] |
| „Słońca łan”                                                       | 2008 | –                    | Urban Discotheque | [ 28 ] |
| „Pójdę tylko tam”                                                  | 2008 | –                    | Urban Discotheque | [ 29 ] |
| „Pull Up”                                                          | 2008 | –                    | Urban Discotheque | [ 30 ] |
| „DEFTO”                                                            | 2012 | Krzysztof Skonieczny | Miłość            | [ 31 ] |
| „Peron”                                                            | 2013 | Krzysztof Ostrowski  | Miłość            | [ 32 ] |
| „Upadłem w Poznaniu”                                               | 2014 | Krzysztof Ostrowski  | Miłość            | [ 33 ] |
| OCN – „Definicja” (gościnnie: Jamal)                               | 2014 | –                    | Waterfall         | [ 34 ] |
| „Strzał”                                                           | 2017 | Sasha Vouk           | 1994              |        |

## Nagrody i nominacje
| Rok  | Konkurs        | Kategoria                         | Rezultat  | Źródło |
| ---- | -------------- | --------------------------------- | --------- | ------ |
| 2014 | Fryderyki 2014 | Album roku („Miłość”)             | Nominacja |        |
| 2014 | Fryderyki 2014 | Utwór roku („Peron”)              | Nominacja |        |
| 2018 | Fryderyki 2018 | Album roku rock („1994”)          | Nominacja | [ 35 ] |
| 2020 | Fryderyki 2020 | Album roku blues („Czarny motyl”) | Laureat   |        |